# Haven - Il rifugio
Haven - Il rifugio (Haven) è un film per la televisione del 2001, diretto da John Gray e interpretato da Natasha Richardson, William Petersen, Martin Landau e Anne Bancroft.